# Tegueste (Mencey)
Tegueste I fue el antepenúltimo mencey del antiguo menceyato de Tegueste. No se debe confundir con su hijo Tegueste II, quién gobernaba el territorio homónimo durante la conquista de Tenerife en el siglo xv.

## Biografía
Tegueste I nació en Tenerife, probablemente en algún momento de la segunda mitad del siglo XIV.
Según algunas fuentes era el octavo hijo del mencey Tinerfe, “El Grande”. Tinerfe dividió originalmente Tenerife entre ocho de sus hijos, dejando fuera de la repartición a dos de sus hijos más pequeños: Tegueste y Aguahuco (padre de Zebenzui). Sin embargo, probablemente debido a que estos dos fueron los únicos de sus hijos que rindieron pleito homenaje a su hijo Betzenuriya (el primero que, en poco tiempo, heredaría un territorio en la isla), la casa real de Taoro los recompensó entregándoles las provincias de Tegueste y Punta del Hidalgo respectivamente.
Según otras, sin embargo, Tegueste era, en realidad, hijo de Aguahuco. Aguahuco habría recibido el menceyato de “Punta del Hidalgo” de su padre. Tras su muerte, él cedió el territorio a su hijo Zebenzui, dejando a Tegueste desheredado. Tegueste habría conseguido el menceyato que hoy lleva su nombre tras casarse con su mujer. Si esto fuese cierto, habría sido ella la hija de Tinerfe.
No se conocen luchas por su parte durante la conquista castellana, sin embargo, sí se sabe que él fue uno de los menceyes que estuvo en la conferencia del Tagoror con Diego de Herrera en 1464, que dio permiso al conquistador para establecerse en Tenerife.

## Familia
Tegueste I se casó probablemente con Tejina, hija del rey Acaimo de Tacoronte, y tuvieron algunos hijos, entre ellos a Tegueste II, el más joven de todos ellos. Éste y su hijo menor, Teguaco, lucharon en el bando de Bencomo durante la conquista canaria y se convirtieron en los últimos menceyes de Tegueste.